# Нападение на детский сад в Дендермонде
Нападение на детский сад в Дендермонде — трагедия, произошедшая 23 января 2009 года в бельгийской коммуне Дендермонде.

## Событие
В 10 часов утра 23 января 2009 года 20-летний Ким де Гелдер, загримированный под персонажа Джокера, постучался в двери местного детского сада (яслей) «Страна сказок», расположенного на улице 5 января (5 januaristraat) в посёлке Синт-Гиллис-бэй-Дендермонде, входящем в состав коммуны Дендермонде. Заявив, что хочет сделать детям сюрприз, он ворвался в помещение и, выхватив нож, стал наносить беспорядочные удары по находившимся там детям и воспитателям, которые пытались прикрыть детей собой. Затем преступник выбежал из детского сада и попытался скрыться на велосипеде, однако через некоторое время был задержан полицией в супермаркете в соседнем посёлке Леббеке, причём при задержании выяснилось, что преступник одет в пуленепробиваемый жилет. У задержанного были изъяты нож, являвшийся орудием преступления, а также топорик и игрушечный пистолет; ещё несколько ножей, которые, по всей видимости, преступник не успел пустить в ход, были найдены полицейскими около места трагедии.

## Жертвы
Первоначально данные о количестве пострадавших разнились: сообщалось о двух, четырёх и даже пяти погибших.
По уточнённым данным, погибло трое человек, из которых двое детей: мальчики Leon Garcia (Леон Гарсия), 9 месяцев, и Corneel Vermeir (Корнеель Вермьер), 9 месяцев, и одна воспитательница Marita Blindeman (Марита Блиндеман), 54 года. Ещё 13 (по другим данным, — 12) человек (10 детей и 3 сотрудников) получили ранения различной степени тяжести.
М. Блиндеман и Л. Гарсия были похоронены 31 января 2009 года в Дендермонде без присутствия представителей СМИ и посторонних лиц; К. Вермьер был кремирован накануне в городе Сант-Никлаас, церемония прощания с ним также была закрытой.
По решению местных властей, детсад «Страна сказок» будет закрыт.

## Преступник
Убийцей оказался молодой бельгиец по имени Ким де Гелдер, проживающий неподалёку от Дендермонде.
Известно, что преступник происходит из весьма обеспеченной семьи, старший из троих детей. Ранее он проживал вместе с родителями на их собственной вилле, а незадолго до совершения преступления поселился в квартире в городке Вейнфелде. Жил один. Работал продавцом в цветочном магазине, но незадолго до происшествия с работы уволился (либо был уволен). Соседи и коллеги по бывшей работе характеризуют его как «тихого», «незаметного», «замкнутого», «малоразговорчивого», при этом припоминают некоторые странности в его поведении, в частности, то, что он «постоянно разговаривал сам с собой».
Сотрудникам детсада он ранее известен не был.

Кристиан дю Фур, Королевский прокурор Бельгии, опроверг появившиеся в ряде СМИ сообщения, что преступник был психически нездоров:

Я могу сказать, что этот человек не был под влиянием алкоголя или наркотиков. Также мы установили, что у него нет судебного или психиатрического прошлого.

При этом Яаак Хаэнтьенс, адвокат задержанного, настаивает на невменяемости де Гелдера, утверждая, что тот в возрасте 15-16 лет перенёс сильную депрессию, что его родители даже подумывали сдать сына в специальный интернат, а после этого «слышал голоса в своей голове».
По данным полиции, преступник планировал совершить нападения и на другие детские учреждения в округе. Полиция также подозревает, что прежде де Гелдер совершил убийство 73-летней пенсионерки из города Беверен Эльзы ван Раэмдонк, случившееся 16 января 2009 года.
Первоначально де Гелдер отказывался сотрудничать со следствием и объяснить мотивы содеянного (сказал только: «Я клоун-убийца, это всё игра»), на допросах смеялся в лицо следователям и объявлял голодовку, ввиду чего ему принудительно вводили поддерживающие растворы. Однако позднее де Гелдер прекратил голодовку, начал давать показания и в косвенной форме сознался в убийстве детей и воспитательницы, но первоначально отверг обвинения в убийстве ван Раэмдонк, хотя позже сознался и в этом; мотивы его действий по-прежнему остаются невыясненными.
В качестве возможной причины действий убийцы называются то обстоятельство, что незадолго до трагедии преступник лишился работы (хотя, по другим данным, де Гелдера с работы не увольняли, он сам взял расчёт), а также эффект «американского синдрома насилия», порождённого массовыми убийствами в учебных заведениях США, участившимися в начале XXI столетия, и распространяющегося теперь в Европе.
По данным одного русского интернет-СМИ, де Гелдер являлся также членом организации сатанистов, базирующейся в г. Ольборге (Дания). Согласно другим источникам, преступник увлекался готической музыкой, а в школе получил прозвище «Сатана». Ряд источников обращает внимание на тот факт, что убийство было совершено практически в годовщину смерти американского актёра Х. Леджера — исполнителя роли Джокера в фильме «Тёмный рыцарь», умершего 22 января 2008 года, что, учитывая сходство грима де Гелдера с гримом персонажа Леджера, вряд ли можно считать простым совпадением; более того, при задержании де Гелдер якобы произнёс фразу, являющуюся цитатой из «Тёмного рыцаря». Впрочем, по сообщению других СМИ, полиция не подтвердила сообщений о том, что убийца был в гриме.
24 января 2009 года нападавшему было предъявлено обвинение в тройном убийстве и нескольких покушениях на убийство.

## Суд
27 января 2009 года состоялось первое заседание суда, который продлил срок содержания де Гелдера под стражей (он содержится в особо охраняемом корпусе тюрьмы города Гент) и назначил психиатрическую комиссию, которая должна обследовать убийцу на предмет его возможной невменяемости.
В апреле 2009 г. эксперты обнародовали свои предварительные выводы, согласно которым де Гелдер на момент инкриминируемых ему преступлений был вменяем, так как преступления были тщательно спланированы.
В мае 2009 года адвокат де Гелдера заявил, что по-прежнему считает своего подзащитного невменяемым.
23 июля 2009 года де Гелдеру был продлён срок содержания под стражей.
В марте 2010 года коллегия из пяти судебных экспертов-психиатров пришла к выводу, что де Гелдер «был способен контролировать свои действия, несмотря на психические проблемы».
Однако в июле 2010 года нейропсихиатр Карел Рингут, привлечённый адвокатом де Гелдера в качестве независимого эксперта, не согласился с этим выводом. По мнению Рингута, «он [де Гелдер] очень болен. Он страдает шизофреническим психозом. Для такого мальчика как Ким Де Гельдер должна быть даже открыта отдельная клиника».
Суду предстояло решить, какое из экспертных заключений будет взято за основу при определении дальнейшей судьбы де Гелдера.
В августе 2012 года де Гелдер был избит в тюрьме другим заключённым.
22 марта 2013 года суд приговорил 24-летнего Кима де Гелдера к пожизненному заключению.